# Zentrum für Rheuma-Pathologie

Logo des ZRP Mainz

Das Zentrum für Rheuma-Pathologie (ZRP), Mainz ist ein pathologisches Forschungsinstitut, das sich als Einziges in Deutschland auf die morphologische Diagnostik und Grundlagenforschung rheumatischer Erkrankungen spezialisiert hat. Seit 2006 ist die bis dahin eigenständige gGmbH Mitglied der Universitätsmedizin der Johannes Gutenberg-Universität Mainz.
Gegründet 1974 von Hans Georg Fassbender ist das Zentrum für Rheuma-Pathologie seit 1977 Referenzzentrum der Weltgesundheitsorganisation (WHO; Collaborating Centre for Development of Histopathological Classification and Diagnostic Criteria of Rheumatoid Arthritis and allied Diseases).

## Forschung
Im Laufe seiner Arbeit hat das ZRP eine Gewebebank mit Gewebeproben von etwa 92.000 Patienten (Stand August 2008) aufgebaut. Der Schwerpunkt der Forschung liegt bei den Destruktionsprozessen rheumatischer Erkrankungen.